# Frühe Stätten der Christenheit
Frühe Stätten der Christenheit ist ein seinerzeit vielbeachteter Reisebericht von Peter Bamm, welcher zunächst im Hörfunk gesendet wurde und 1955 erstmals als Buch erschien.

## Reiseroute
Die Reisen, die Sendereihe und Buch beschreiben, fanden 1952 und 1953 statt und führten Bamm in den Vorderen Orient. Der Autor begann in Athen bei den Wirkungsstätten des Paulus, besuchte dann die Mönchsrepublik auf dem Athos, später das alte Konstantinopel Istanbul. Von dort aus führten Bamms weitere Unternehmungen nach Anatolien, dann in die türkischen Städte Efes und Tarsus; später ins nordsyrische Aleppo und nach Damaskus, von wo aus Bamm auch nach Ur im sumerischen Raum, der Heimat des Stammvaters Abraham, gelangte. Auch für das Christentum bedeutsame Orte Babylons, Jerusalems und Sinais besuchte der Bibelkenner, der aber in seinen unter den Reiseeindrücken entstandenen unterhaltsamen „Reiseplaudereien“ stets auch Parallelen zu den Nachbarreligionen, Judentum und  Islam, aufzudecken und vermittelnd einzubringen weiß.

## Rundfunksendung
Die damals sogenannten Hörfolgen zu den frühen Stätten der Christenheit, die 1954 im Hörfunk von Millionen Zuhörern in Deutschland empfangen wurden, waren ganz auf den Autor zugeschnitten, der seine Berichte selbst mit großer Lebendigkeit vortragen konnte. Aufgrund des großen Publikumserfolges wurde die Reihe lange fortgesetzt.

## Buchveröffentlichung
Das Buch, das in zahlreiche weitere Sprachen übersetzt wurde, entwickelte sich zum Bestseller und erfuhr bis heute allein in Deutschland über 20 Neuauflagen. 1960 gab der herausgebende Kösel-Verlag zudem eine Schallplatte mit dem vom Autor gelesenen Abschnitt Syrische Horizonte aus dem Buch heraus. Zuletzt erschien 2003 das Buch im Großdruck.